# Blythe, Georgia
Blythe är en ort i Burke County, och Richmond County, i Georgia. Vid 2010 års folkräkning hade Blythe 721 invånare.